# Golden Boy-díj
A Golden Boy-díj (Aranyifjú-díj) egy, az európai sportújságírók által minden évben odaítélendő díj az adott naptári évben a legjobbnak vélt Európában játszó 21 év alatti futballistának. A díjat 2003-ban alapították, az első győztes Rafael van der Vaart volt.

## A díj létrejötte
A díjat 2003-ban a Tuttosport olasz sportújság hozta létre. A szavazásban résztvevő újságok közé tartozik a Bild (Németország), a Blick (Svájc), az A Bola (Portugália), az Équipe (Franciaország), a France Football (Franciaország), a Marca (Spanyolország), a Mundo Deportivo (Spanyolország), a Ta Nea (Görögország), a Sport Express (Oroszország), a De Telegraaf (Hollandia) és a The Times (Egyesült Királyság). Minden egyes laptól egy zsűri öt játékosra adhat szavazatot, 10 pontot kap az a játékos, amelyet a legjobbnak tart az adott lap képviselője, 7-et a második, 5-öt a harmadik, 3-at a negyedik és ötödik legjobbnak vélt játékos.

## Eddigi győztesek

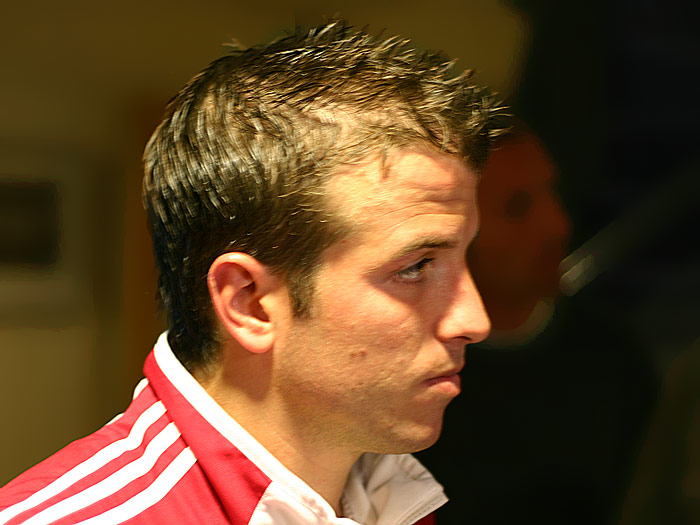
Rafael van der Vaart, az első díjazott

| év   | győztes              | nemzetisége | klub                                | forrás |
| ---- | -------------------- | ----------- | ----------------------------------- | ------ |
| 2003 | Rafael van der Vaart | NED         | Ajax                                | [ 2 ]  |
| 2004 | Wayne Rooney         | ENG         | Manchester United                   | [ 2 ]  |
| 2005 | Lionel Messi         | ARG         | Barcelona                           | [ 2 ]  |
| 2006 | Cesc Fàbregas        | ESP         | Arsenal                             | [ 2 ]  |
| 2007 | Sergio Agüero        | ARG         | Atlético Madrid                     | [ 2 ]  |
| 2008 | Anderson             | BRA         | Manchester United                   | [ 3 ]  |
| 2009 | Alexandre Pato       | BRA         | Milan                               | [ 4 ]  |
| 2010 | Mario Balotelli      | ITA         | Manchester City                     | [ 5 ]  |
| 2011 | Mario Götze          | GER         | Borussia Dortmund                   | [ 6 ]  |
| 2012 | Isco                 | ESP         | Málaga                              | [ 7 ]  |
| 2013 | Paul Pogba           | FRA         | Juventus                            | [ 8 ]  |
| 2014 | Raheem Sterling      | ENG         | Liverpool                           | [ 9 ]  |
| 2015 | Anthony Martial      | FRA         | Manchester United                   | [ 10 ] |
| 2016 | Renato Sanches       | POR         | Bayern München                      | [ 11 ] |
| 2017 | Kylian Mbappé        | FRA         | AS Monaco Paris Saint-Germain       | [ 12 ] |
| 2018 | Matthijs de Ligt     | NED         | AFC Ajax                            | [ 13 ] |
| 2019 | João Félix           | POR         | Benfica Atlético de Madrid          | [ 14 ] |
| 2020 | Erling Haaland       | NOR         | Red Bull Salzburg Borussia Dortmund | [ 15 ] |
| 2021 | Pedri                | ESP         | Barcelona                           | [ 16 ] |
| 2022 | Gavi                 | ESP         | Barcelona                           | [ 17 ] |
| 2023 | Jude Bellingham      | ENG         | Borussia Dortmund Real Madrid       | [ 18 ] |
| 2024 | Lamine Yamal         | ESP         | Barcelona                           | [ 19 ] |

## Díjazottak poszt szerint
2024. december 20-án frissítve.
| Poszt       | Győztes(ek) |
| ----------- | ----------- |
| Csatár      | 11          |
| Középpályás | 10          |
| Hátvéd      | 1           |

## Díjazottak országonként
2024. december 20-án frissítve.
| Ország        | Győztes(ek) | Év(ek)                       |
| ------------- | ----------- | ---------------------------- |
| Spanyolország | 5           | 2006, 2012, 2021, 2022, 2024 |
| Franciaország | 3           | 2013, 2015, 2017             |
| Anglia        | 3           | 2004, 2014, 2023             |
| Argentína     | 2           | 2005, 2007                   |
| Brazília      | 2           | 2008, 2009                   |
| Hollandia     | 2           | 2003, 2018                   |
| Portugália    | 2           | 2016, 2019                   |
| Olaszország   | 1           | 2010                         |
| Németország   | 1           | 2011                         |
| Norvégia      | 1           | 2020                         |

## Díjazottak klubonként
2025. január 18-án frissítve.
A félkövérrel jelzett klubok abban az évben osztoztak a díjban.
| Klub                | Győztes(ek) | Év(ek)                 |
| ------------------- | ----------- | ---------------------- |
| Barcelona           | 4           | 2005, 2021, 2022, 2024 |
| Borussia Dortmund   | 3           | 2011, 2020, 2023       |
| Manchester United   | 3           | 2004, 2008, 2015       |
| Ajax                | 2           | 2003, 2018             |
| Atlético de Madrid  | 1           | 2007, 2019             |
| Arsenal             | 1           | 2006                   |
| AC Milan            | 1           | 2009                   |
| Manchester City     | 1           | 2010                   |
| Málaga              | 1           | 2012                   |
| Juventus            | 1           | 2013                   |
| Liverpool           | 1           | 2014                   |
| Bayern München      | 1           | 2016                   |
| Paris Saint-Germain | 1           | 2017                   |
| Benfica             | 1           | 2019                   |
| Red Bull Salzburg   | 1           | 2020                   |